# 旗唇兰属
旗唇兰属（学名：Vexillabium）是兰科下的一个属，为陆生兰。该属共有约5种，分布于日本至菲律宾。